# Sirena (telenovela)

Sirena es el nombre de una telenovela venezolana producida por la extinta productora Marte Televisión en 1993, y transmitida entre el 25 de agosto de 1993 y 25 de abril de 1994 por la cadena Venevisión.
La historia fue escrita por José Simón Escalona, protagonizada por Astrid Gruber y Carlos Montilla. La producción televisiva consta de 199 capítulos.

## Sinopsis
La lealtad y la pasión cara a cara, en un círculo de desgracias que transforman a una joven mujer en Sirena. En esta trágica historia, la felicidad y el éxito solo se pueden lograr a través de la traición total. 
Los deseos e instintos se desatan, cuando la hermosa y rebelde Sirena Baltazar, conoce a Adonis Diniz, cuya riqueza, poder y encanto, marcará de por vida el destino de Sirena. 
Sin embargo por el Miedo a las oscuras intenciones de Adonis, Sirena casa con Jason Mendoza, un famoso jugador de tenis, discapacitado a causa de un misterioso accidente, durante la ceremonia de su boda, Jason culpa profundamente a Adonis y Sirena. 
Mientras que Sirena se enfrenta a la decisión de ser fiel a su matrimonio o el instinto de su corazón, Adonis lucha por conquistar el amor de ella. 
Manteniendo una doble vida una de ellas secreta, Adonis trata de ser playboy sin escrúpulos, al mismo tiempo que se esconde tras el héroe enmascarado: "El Lince", dedicando su vida a los más nobles objetivos, para limpiar el nombre de su padre y su fortuna ... y para asegurarse el amor de Sirena. El precio que tendrá que pagar, podría costarle la vida.
La telenovela se desarrolla en el en medio de la emoción y las intrigas, en un intenso drama, donde las pasiones y los secretos son tan profundos como el mar

## Elenco
- Astrid Gruber es Sirena Baltazar.
- Carlos Montilla es Adonis Diniz.
- Alejandro Delgado es Juan Hundre.
- Miguel Ferrari es Jasón.
- Yoletti Cabrera es Frenesí.
- Alexander Montilla es Enéas.
- María Eugenia Perera es Tormento.
- Luis De Mozos es Amado Gross.
- Ricardo Hernández es Rancho.
- Ralbin Duarte es Evelio
- Roxana Díaz es Perfidia.
- Joana Benedek es Joana "La Divina".
- Carolina Tejera es Clamencia (Tita) Mendoza.
- Jorge Aravena es Orbick.
- Ricardo Álamo es Benigno.
- Saúl Marín es Lorenzo "GoGo".
- Betty Ruth es Guillermina.
- Jorge Reyes Us Navy.
- Alexander Espinoza
- Xavier Bracho es Mozart.
- Yajaira Paredes es la Nena Laroche.
- Martín Lantigua es Manuelote.
- Solmaira Castillo es Delirio.
- Gladys Cáceres es Lucía.
- Lisbeth Manrique es Meiby Esperanza.